# Bruñido de la plata
El bruñido de la plata es una técnica de trabajo de este metal que se inició en la época del Virreinato del Perú y que se obtiene mediante una delicada labor, frotando con paños hasta obtener un brillo notable y uniforme.
Este tipo de trabajo antiguamente era elaborado por manos de mujeres.
En la actualidad, el bruñido se realiza mediante pulidoras mecánicas.